# Eddy Arnold

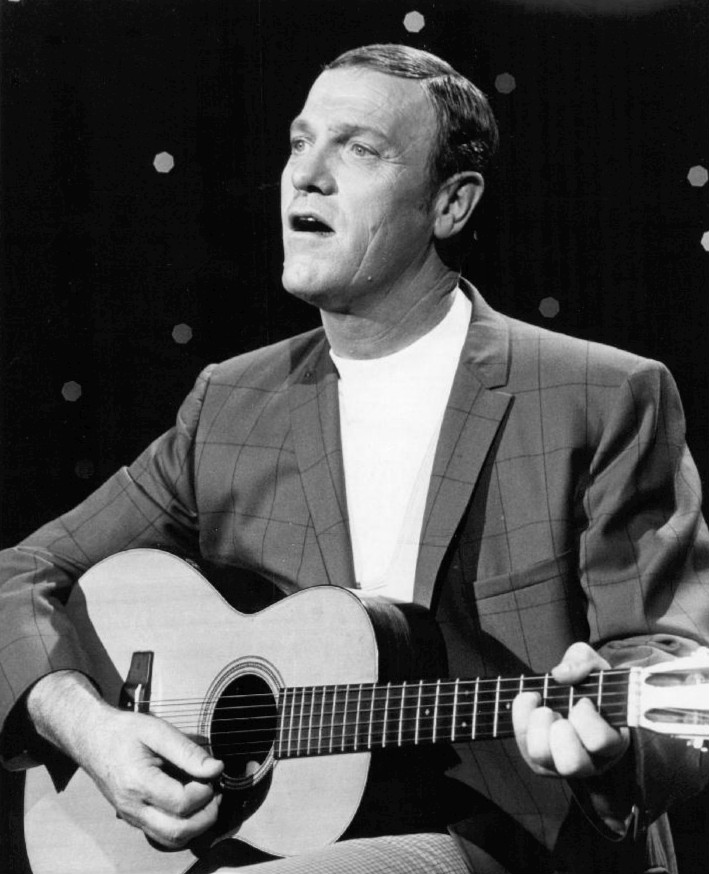
Eddy Arnold (1969)

Richard Edward „Eddy“ Arnold (* 15. Mai 1918 in Henderson, Tennessee; † 8. Mai 2008 in Nashville) war ein US-amerikanischer Country- und Pop-Sänger, der von den 1940ern bis in die 1960er erfolgreich war. Er erreichte 27 Mal Platz eins der Country-Charts und verkaufte mehr als 85 Millionen Schallplatten.

## Leben

### Anfänge
Eddy Arnold entstammte einer musikbegeisterten Familie, die in Tennessee eine kleine Farm am Rande des Existenzminimums betrieb. Nach dem frühen Tod seines Vaters musste er die Schule abbrechen. Es war die Zeit der wirtschaftlichen Depression, in der die Familie nach dem unvermeidlichen Verlust der Farm ums nackte Überleben kämpfte. Arnold, der seit seinem zehnten Lebensjahr Gitarre spielte, nahm jede sich bietende Gelegenheit zu musikalischen Auftritten wahr. Seine Radiokarriere begann 1936 bei der WTJS-Station in Jackson (Tennessee). Danach arbeitete er sechs Jahre lang beim Sender WMPS in Memphis.
Im August 1941 stellte die R.J. Reynolds Tobacco Company eine Country-Show zusammen, die zur Truppenbetreuung in einer landesweiten Tournee zahllose militärische Einrichtungen besuchte. Hauptattraktionen des „Camel Caravan“ waren Minnie Pearl und Pee Wee King mit seiner Begleitband, den Golden West Cowboys. Auch Eddy Arnold gehörte zur 20-köpfigen Truppe. Nach Kriegsende schloss er sich als Leadsänger den Golden West Cowboys an und bekam dadurch Gelegenheit zu ersten Auftritten im Zentrum der Country-Musik, der Grand Ole Opry. Als „Tennessee Plowboy“ gewann er schnell an Popularität.

### Karriere
Dank seiner angenehmen, warmen Stimme schaffte er es bald, das Interesse der Schallplattenfirmen zu erregen. 1944 wurde er von RCA Victor unter Vertrag genommen. Im selben Jahr erschien seine erste Single Mommy Stay Home With Me. 1945 spielte er die erste Version eines seiner bekanntesten Songs, den Cattle Call ein, den er im Laufe der Jahre immer wieder aufnehmen sollte. Each Minute Seems a Million Years schaffte es wenig später in die Top-10. Ein Jahr später platzierte sich That’s How Much I Love You auf Platz zwei der Country-Charts, und Arnold hatte 1946 mit All Alone In This World Without You (# 7) und Chained To A Memory (# 3) zwei weitere Top-Ten-Hits.
Seine mehrere Jahrzehnte andauernde Erfolgsträhne nahm 1947 ihren Anfang. Zunächst erreichten What Is Life Without You und It’ a Sin Platz eins in den Country-Charts. Es folgte der größte Country-Hit der Dekade: I’ll Hold You in My Heart hielt sich fast ein halbes Jahr an der Spitze der Country-Charts. Wesentlichen Anteil an Arnolds Erfolg hatten der Produzent und A&R-Leiter Steve Sholes von RCA und der Steel-Gitarrist Roy Wiggins, der in die romantischen Songs Country-Feeling einbrachte.
1948 folgten fünf weitere Nummer-eins-Hits, darunter Bouquet of Roses, das 19 Wochen lang Platz 1 der C&W-Charts belegte. Im selben Jahr wurde Colonel Tom Parker Arnolds Manager. Wegen undurchsichtiger Machenschaften wurde Parker nach einigen Jahren entlassen und betreute fortan Elvis Presley.
Eddy Arnold verließ 1948 die Grand Ole Opry und konzentrierte sich auf landesweite Tourneen. Er hatte zahlreiche Radioauftritte und wirkte in einigen Filmen mit. Anfang der 1950er Jahre hatte er als erster Country-Sänger eine eigene Fernsehshow. Mittlerweile hatten Rockabilly und Rock ’n’ Roll die Country-Musik in eine existenzbedrohende Krise gestürzt. Das Genre verlor fast über Nacht einen Großteil seiner jugendlichen Anhängerschaft. Als Antwort entwickelten Chet Atkins, Owen Bradley und andere den weichen, pop-orientierten Nashville Sound. Dank seiner stimmlichen Qualitäten wurde Arnold einer der erfolgreichsten Vertreter dieser neuen Stilrichtung. Anders als viele andere etablierte Stars hatte er nicht die geringste Mühe, seinen Stil anzupassen (auf der Bühne erschien er in diesen Jahren gewöhnlich im Smoking). Mit Balladen wie What’s He Doing in My World oder Make The World Go Away hatte er 1965 wieder die Spitze der C&W Charts erobert. Von 1966 bis 1969 folgten 13 weitere Top-10-Hits.
1966 wurde er in die Country Music Hall of Fame aufgenommen. Ein Jahr später wurde er erster CMA „Entertainer of the Year“. Man hielt ihm zugute, dass er der Country-Musik neue Zuhörerschaften erschlossen hatte. Seine Alben My World und The Best Of Eddy Arnold wurden mit Goldenen Schallplatten ausgezeichnet.
Aufgrund seiner exponierten Position wurde er gleichzeitig stellvertretend für andere Hauptziel von offenen und verdeckten Angriffen. Traditionalistische (und damit in diesen Jahren erfolglose) Kreise gaben ihm die Hauptschuld an der Verwässerung der Country-Musik. So wurde er etwa bei der Grammy-Verleihung 1969 auf dem Weg zur Bühne vom Saalpublikum mit abfälligen Bemerkungen bedacht.

### Spätere Jahre
Arnolds Erfolge ließen in den 1970er Jahren langsam nach. 1972 wechselte er zum MGM-Label, kehrte aber wenig später zu RCA zurück. Er erzielte noch mehrere Top-10-Platzierungen. Auch in den 1980er Jahren konnte er noch einige Songs in der Top-20 unterbringen. Im Jahr 1999 gelang ihm mit Cattle Call, das er mit LeAnn Rimes im Duett sang, noch einmal ein Hitparadenerfolg.
Den endgültigen musikalischen Schlusspunkt unter eine der längsten und erfolgreichsten Karrieren der Musikgeschichte setzte Eddy Arnold 2005, als er im Alter von 87 Jahren sein hundertstes Album einspielte. Es enthält ausschließlich neue, von ihm noch nie zuvor interpretierte Songs. Koproduzent war der 74-jährige Jack Clement. Im selben Jahr wurde er mit dem Grammy Lifetime Achievement Award ausgezeichnet.

### Tod
Im März 2008 starb Arnolds Frau Sally Gayhart, mit der er mehr als 65 Jahre verheiratet war. Eddy Arnold starb im Mai 2008, kurz vor seinem 90. Geburtstag. Er hinterließ zwei erwachsene Kinder. Nach seinem Tod behauptete Christoph Edward Tanner, Arnolds unehelicher Sohn zu sein. Arnolds Familie bestreitet dies und verweigert einen DNA-Test.

## Diskografie

### Alben
| Jahr | Titel Musiklabel                                           | Höchstplatzierung, Gesamtwochen, AuszeichnungChartplatzierungen (Jahr, Titel, Musiklabel, Platzierungen, Wochen, Auszeichnungen, Anmerkungen) | Höchstplatzierung, Gesamtwochen, AuszeichnungChartplatzierungen (Jahr, Titel, Musiklabel, Platzierungen, Wochen, Auszeichnungen, Anmerkungen) | Anmerkungen |
| Jahr | Titel Musiklabel                                           | US | Country | Anmerkungen |
| ---- | ---------------------------------------------------------- | --- | --- | ----------- |
| 1948 | All Time Hits from the Hills RCA Victor                    | US5 (2 Wo.)US | — |             |
| 1949 | To Mother RCA Victor                                       | US2 (10 Wo.)US | — |             |
| 1950 | Eddy Arnold Sings RCA Victor                               | US5 (3 Wo.)US | — |             |
| 1955 | Anytime RCA Victor                                         | — | — |             |
| 1955 | The Chapel on the Hill RCA Victor                          | — | — |             |
| 1955 | Wanderin’ RCA Victor                                       | — | — |             |
| 1956 | A Little on the Lonely Side RCA Victor                     | — | — |             |
| 1957 | My Darling, My Darling RCA Victor                          | — | — |             |
| 1957 | When They Were Young RCA Victor                            | — | — |             |
| 1958 | Praise Him, Praise Him RCA Victor                          | — | — |             |
| 1959 | Have Guitar, Will Travel RCA Victor                        | — | — |             |
| 1959 | Thereby Hangs a Tale RCA Victor                            | — | — |             |
| 1960 | Eddy Arnold Sings Them Again RCA Victor                    | — | — |             |
| 1960 | More Eddy Arnold Camden/RCA Victor                         | — | — |             |
| 1960 | You Gotta Have Love RCA Victor                             | — | — |             |
| 1961 | Christmas with Eddy Arnold RCA                             | — | — |             |
| 1961 | Let’s Make Memories Tonight RCA Victor                     | — | — |             |
| 1961 | One More Time RCA Victor                                   | — | — |             |
| 1962 | Our Man Down South RCA Victor                              | — | — |             |
| 1963 | Cattle Call RCA Victor                                     | US131 (5 Wo.)US | Country16 (3 Wo.)Country |             |
| 1963 | Faithfully Yours RCA Victor                                | — | Country8 (16 Wo.)Country |             |
| 1964 | Folk Song Book RCA Victor                                  | — | Country4 (24 Wo.)Country |             |
| 1964 | Sometimes I’m Happy, Sometimes I’m Blue RCA Victor         | — | — |             |
| 1965 | My World RCA Victor                                        | US7 Gold · (58 Wo.)US | Country1 (44 Wo.)Country |             |
| 1965 | The Easy Way RCA Victor                                    | — | Country1 (19 Wo.)Country |             |
| 1966 | I Want to Go with You RCA Victor                           | US26 (28 Wo.)US | Country1 (32 Wo.)Country |             |
| 1966 | The Last Word in Lonesome RCA Victor                       | US46 (22 Wo.)US | Country1 (26 Wo.)Country |             |
| 1966 | Somebody Like Me RCA Victor                                | US36 (30 Wo.)US | Country1 (36 Wo.)Country |             |
| 1967 | Lonely Again RCA Victor                                    | US57 (24 Wo.)US | Country1 (31 Wo.)Country |             |
| 1967 | Turn the World Around RCA Victor                           | US34 (36 Wo.)US | Country1 (28 Wo.)Country |             |
| 1967 | The Best of Eddy Arnold RCA                                | US— GoldUS | Country1 (96 Wo.)Country |             |
| 1968 | The Everlovin’ World of Eddy Arnold RCA Victor             | US122 (21 Wo.)US | Country1 (33 Wo.)Country |             |
| 1968 | The Romantic World of Eddy Arnold RCA Victor               | US56 (32 Wo.)US | Country2 (38 Wo.)Country |             |
| 1968 | Walkin’ in Love Land RCA Victor                            | US70 (13 Wo.)US | Country2 (26 Wo.)Country |             |
| 1969 | Songs of the Young World RCA Victor                        | US77 (13 Wo.)US | Country11 (15 Wo.)Country |             |
| 1969 | The Glory of Love RCA Victor                               | US167 (5 Wo.)US | Country27 (6 Wo.)Country |             |
| 1969 | The Warmth of Eddy RCA Victor                              | US116 (8 Wo.)US | Country11 (14 Wo.)Country |             |
| 1970 | Love & Guitars RCA Victor                                  | US191 (3 Wo.)US | Country30 (8 Wo.)Country |             |
| 1970 | Standing Alone RCA Victor                                  | — | Country43 (4 Wo.)Country |             |
| 1970 | The Best Of Eddy Arnold, Volume II RCA Victor              | — | Country26 (22 Wo.)Country |             |
| 1970 | This Is Eddy Arnold RCA Victor                             | — | Country25 (18 Wo.)Country |             |
| 1971 | Loving Her Was Easier RCA Victor                           | — | — |             |
| 1971 | Portrait of My Woman RCA Victor                            | US141 (4 Wo.)US | Country17 (15 Wo.)Country |             |
| 1971 | Welcome to My World RCA Victor                             | US— ×2DoppelplatinUS | Country18 (18 Wo.)Country |             |
| 1972 | Eddy Arnold Sings for Housewives & Other Lovers RCA Victor | — | Country39 (4 Wo.)Country |             |
| 1972 | Lonely People RCA Victor                                   | — | Country38 (6 Wo.)Country |             |
| 1973 | The World of Eddy Arnold RCA Victor                        | — | Country43 (3 Wo.)Country |             |
| 1973 | So Many Ways / If The Whole World Stopp RCA Victor         | — | Country32 (5 Wo.)Country |             |
| 1974 | I Wish That I Had Loved You Better MGM                     | — | Country36 (9 Wo.)Country |             |
| 1974 | She’s Got Everything I Need MGM                            | — | Country25 (10 Wo.)Country |             |
| 1975 | The Wonderful World of Eddy Arnold MGM                     | — | Country40 (5 Wo.)Country |             |
| 1976 | Eddy RCA Victor                                            | — | Country26 (10 Wo.)Country |             |
| 1977 | I Need You All the Time RCA Victor                         | — | Country33 (6 Wo.)Country |             |
| 1980 | A Legend And His Lady RCA Victor                           | — | Country26 (19 Wo.)Country |             |
| 1985 | Many Tears Ago Capitol                                     | — | — |             |
| 1990 | Hand-Holdin’ Songs RCA                                     | — | — |             |
| 1991 | You Don’t Miss a Thing RCA                                 | — | — |             |
| 2005 | After All These Years RCA                                  | — | — |             |

grau schraffiert: keine Chartdaten aus diesem Jahr verfügbar

### Singles
| Jahr | Titel Album                                 | Höchstplatzierung, Gesamtwochen, AuszeichnungChartplatzierungen (Jahr, Titel, Album, Platzierungen, Wochen, Auszeichnungen, Anmerkungen) | Höchstplatzierung, Gesamtwochen, AuszeichnungChartplatzierungen (Jahr, Titel, Album, Platzierungen, Wochen, Auszeichnungen, Anmerkungen) | Höchstplatzierung, Gesamtwochen, AuszeichnungChartplatzierungen (Jahr, Titel, Album, Platzierungen, Wochen, Auszeichnungen, Anmerkungen) | Anmerkungen        |
| Jahr | Titel Album                                 | UK | US | Country | Anmerkungen        |
| ---- | ------------------------------------------- | --- | --- | --- | ------------------ |
| 1948 | Bouquet of Roses –                          | — | US21 (8 Wo.)US | — |                    |
| 1949 | One Kiss Too Many –                         | — | US27 (1 Wo.)US | — |                    |
| 1955 | Cattle Call –                               | — | US69 (1 Wo.)US | — |                    |
| 1955 | Richest Man –                               | — | US99 (1 Wo.)US | — |                    |
| 1956 | I Wouldn’t Know Where To Begin –            | — | US64 (8 Wo.)US | — |                    |
| 1956 | Mutual Admiration Society –                 | — | US47 (9 Wo.)US | — | mit Jaye P. Morgan |
| 1957 | Gonna Find Me A Bluebird –                  | — | US51 (6 Wo.)US | — |                    |
| 1959 | Chip Off The Old Block –                    | — | US97 (2 Wo.)US | Country12 (9 Wo.)Country |                    |
| 1959 | Tennessee Stud –                            | — | US48 (10 Wo.)US | Country5 (19 Wo.)Country |                    |
| 1961 | One Grain Of Sand –                         | — | — | Country17 (10 Wo.)Country |                    |
| 1961 | Before This Day Ends –                      | — | — | Country23 (3 Wo.)Country |                    |
| 1961 | (Jim) I Wore A Tie Today –                  | — | — | Country27 (1 Wo.)Country |                    |
| 1962 | Does He Mean That Much To You? –            | — | US98 (1 Wo.)US | Country5 (15 Wo.)Country |                    |
| 1962 | A Little Heartache –                        | — | — | Country3 (19 Wo.)Country |                    |
| 1962 | After Loving You –                          | — | — | Country7 (19 Wo.)Country |                    |
| 1962 | Tears Broke Out On Me –                     | — | — | Country7 (10 Wo.)Country |                    |
| 1963 | Jealous Hearted Me –                        | — | — | Country12 (12 Wo.)Country |                    |
| 1963 | A Million Years Or So –                     | — | — | Country13 (12 Wo.)Country |                    |
| 1963 | Yesterday’s Memories –                      | — | — | Country11 (10 Wo.)Country |                    |
| 1964 | Molly –                                     | — | — | Country5 (20 Wo.)Country |                    |
| 1964 | I Thank My Lucky Stars –                    | — | — | Country8 (19 Wo.)Country |                    |
| 1964 | Sweet Adorable You –                        | — | — | Country26 (13 Wo.)Country |                    |
| 1965 | What’s He Doing In My World –               | — | US60 (9 Wo.)US | Country1 (25 Wo.)Country |                    |
| 1965 | Make The World Go Away –                    | UK8 (17 Wo.)UK | US6 (14 Wo.)US | Country1 (25 Wo.)Country |                    |
| 1965 | I’m Letting You Go –                        | — | — | Country15 (9 Wo.)Country |                    |
| 1966 | I Want To Go With You –                     | UK46 (3 Wo.)UK | US36 (11 Wo.)US | Country1 (19 Wo.)Country |                    |
| 1966 | The Last Word In Lonesome Is Me –           | — | US40 (7 Wo.)US | Country2 (16 Wo.)Country |                    |
| 1966 | The Tip Of My Fingers –                     | — | US43 (7 Wo.)US | Country3 (15 Wo.)Country |                    |
| 1966 | Somebody Like Me –                          | — | US53 (6 Wo.)US | Country1 (19 Wo.)Country |                    |
| 1966 | If You Were Mine Mary –                     | UK49 (1 Wo.)UK | — | — |                    |
| 1966 | The First Word –                            | — | — | Country51 (8 Wo.)Country |                    |
| 1967 | Lonely Again –                              | — | US87 (2 Wo.)US | Country1 (16 Wo.)Country |                    |
| 1967 | Misty Blue –                                | — | US57 (8 Wo.)US | Country3 (16 Wo.)Country |                    |
| 1967 | Turn The World Around –                     | — | US66 (8 Wo.)US | Country1 (16 Wo.)Country |                    |
| 1967 | Here Comes Heaven –                         | — | US91 (4 Wo.)US | Country2 (15 Wo.)Country |                    |
| 1968 | Here Comes The Rain, Baby –                 | — | US74 (4 Wo.)US | Country4 (14 Wo.)Country |                    |
| 1968 | It’s Over –                                 | — | US74 (7 Wo.)US | Country4 (12 Wo.)Country |                    |
| 1968 | Then You Can Tell Me Goodbye –              | — | US84 (4 Wo.)US | Country1 (14 Wo.)Country |                    |
| 1968 | They Don’t Make Love Like They Used To –    | — | US99 (2 Wo.)US | Country10 (14 Wo.)Country |                    |
| 1969 | Please Don’t Go –                           | — | — | Country10 (13 Wo.)Country |                    |
| 1969 | But For Love –                              | — | — | Country19 (12 Wo.)Country |                    |
| 1969 | You Fool –                                  | — | — | Country69 (2 Wo.)Country |                    |
| 1969 | Since December –                            | — | — | Country73 (2 Wo.)Country |                    |
| 1970 | Soul Deep –                                 | — | — | Country22 (11 Wo.)Country |                    |
| 1970 | A Man’s Kind Of Woman / Living Under Pr… –  | — | — | Country28 (10 Wo.)Country |                    |
| 1970 | From Heaven To Heartache –                  | — | — | Country22 (9 Wo.)Country |                    |
| 1970 | A Man’s Kind Of Woman –                     | — | — | Country74 (1 Wo.)Country |                    |
| 1971 | Portrait Of My Woman –                      | — | — | Country26 (12 Wo.)Country |                    |
| 1971 | Welcome To My World –                       | — | — | Country34 (9 Wo.)Country |                    |
| 1971 | A Part Of America Died –                    | — | — | Country49 (8 Wo.)Country |                    |
| 1971 | I Love You Dear –                           | — | — | Country55 (7 Wo.)Country |                    |
| 1972 | Lonely People –                             | — | — | Country38 (9 Wo.)Country |                    |
| 1972 | Lucy –                                      | — | — | Country62 (4 Wo.)Country |                    |
| 1973 | So Many Ways –                              | — | — | Country28 (12 Wo.)Country |                    |
| 1973 | She’s Got Everything I Need –               | — | — | Country24 (13 Wo.)Country |                    |
| 1973 | Oh, Oh, I’m Falling In Love Again –         | — | — | Country29 (11 Wo.)Country |                    |
| 1973 | If The Whole World Stopped Lovin’ –         | — | — | Country56 (9 Wo.)Country |                    |
| 1974 | I Wish That I Had Loved You Better –        | — | — | Country19 (12 Wo.)Country |                    |
| 1974 | Butterfly –                                 | — | — | Country47 (9 Wo.)Country |                    |
| 1974 | Just For Old Times Sake –                   | — | — | Country56 (9 Wo.)Country |                    |
| 1975 | Red Roses For A Blue Lady –                 | — | — | Country60 (12 Wo.)Country |                    |
| 1975 | Middle Of A Memory –                        | — | — | Country86 (6 Wo.)Country |                    |
| 1976 | Cowboy –                                    | — | — | Country13 (13 Wo.)Country |                    |
| 1976 | Put Me Back In Your World –                 | — | — | Country43 (9 Wo.)Country |                    |
| 1977 | (i Need You) All The Time –                 | — | — | Country22 (13 Wo.)Country |                    |
| 1977 | Freedom Ain’t The Same As Being Free –      | — | — | Country53 (7 Wo.)Country |                    |
| 1977 | Where Lonely People Go –                    | — | — | Country83 (3 Wo.)Country |                    |
| 1978 | If Everyone Had Someone Like You –          | — | — | Country13 (14 Wo.)Country |                    |
| 1978 | Country Lovin’ –                            | — | — | Country23 (12 Wo.)Country |                    |
| 1978 | I’m The South –                             | — | — | Country91 (2 Wo.)Country |                    |
| 1979 | If I Ever Had To Say Goodbye To You –       | — | — | Country28 (13 Wo.)Country |                    |
| 1979 | What In Her World Did I Do –                | — | — | Country21 (11 Wo.)Country |                    |
| 1979 | Goodbye –                                   | — | — | Country22 (11 Wo.)Country |                    |
| 1980 | Let’s Get It While The Gettin's Good –      | — | — | Country6 (13 Wo.)Country |                    |
| 1980 | Don’t Look Now (But We Just Fell In Love) – | — | — | Country11 (16 Wo.)Country |                    |
| 1980 | That’s What I Get For Loving You –          | — | — | Country10 (15 Wo.)Country |                    |
| 1981 | All I’m Missing Is You –                    | — | — | Country30 (11 Wo.)Country |                    |
| 1981 | Bally Hoo Days –                            | — | — | Country37 (5 Wo.)Country |                    |
| 1981 | Bally-Hoo Days / Two Hearts Beat Better T – | — | — | Country32 (5 Wo.)Country |                    |
| 1982 | Don’t Give Up On Me –                       | — | — | Country73 (5 Wo.)Country |                    |
| 1983 | The Blues Don’t Care Who’s Got ’em –        | — | — | Country76 (6 Wo.)Country |                    |
| 2008 | To Life –                                   | — | — | Country49 (1 Wo.)Country |                    |

grau schraffiert: keine Chartdaten aus diesem Jahr verfügbar